# (119979) 2002 WC19
(119979) 2002 WC19 (designación provisional 2002 WC19) es un twotino, es decir, un planetoide en resonancia orbital 1:2 con Neptuno. Fue descubierto el 16 de noviembre de 2002 en el Observatorio Palomar. Si su diámetro derivado es correcto, tendría una densidad mayor que Plutón, lo cual es inusual ya que parece ser mucho más pequeño que el tamaño esperado con el que un objeto del cinturón de Kuiper normalmente se vuelve sólido.
Saber cuántos twotinos hay puede revelar si Neptuno tardó aproximadamente 1 millón o 10 millones de años en migrar aproximadamente 7 UA desde su lugar de nacimiento.

## Satélite
Se informó que un satélite natural estaba orbitando (119979) 2002 WC19 (el cual fue denominado S/2007 (119979) 1) el 27 de febrero de 2007. Se estima que su semieje mayor es de 4092 ± 94 km, con un período orbital de 8.403 ± 0.001 días, una excentricidad de 0.21 ± 0.05 y una inclinación de 24.0° ± 0.7°. Suponiendo albedos similares, tiene una cuarta parte del diámetro de su primario, o alrededor de 81 km de diámetro.